# Minotauros
Genre
Minotauros est un genre d'insectes lépidoptères de la famille des Riodinidae.

## Dénomination
Le nom Minotauros leur a été donné par Jason Piers Wilton Hall en 2007.
Ils résident en Amérique du Sud, dans la partie amazonienne du Brésil.

## Liste des espèces
- Minotauros charessa (Stichel, 1910)
- Minotauros lampros (Bates, 1868)

### Source
- Minotauros sur funet